# The Square Deal Man
The Square Deal Man è un film muto del 1917 diretto e interpretato da William S. Hart sotto la supervisione di Thomas H. Ince.

## Produzione
La lavorazione del film, supervisionato da Thomas H. Ince e prodotto dalla Kay-Bee Pictures e dalla New York Motion Picture con un budget di 24.757 dollari, durò dal 1º novembre al 14 dicembre 1916.

## Distribuzione
Distribuito dalla Triangle Distributing, il film uscì nelle sale cinematografiche degli Stati Uniti il 25 maggio 1917.
Copie della pellicola sono conservate negli archivi della Library of Congress, del George Eastman Museum e in collezioni private.